# Вецано Лигуре
Веца̀но Лѝгуре (на италиански: Dicomano, на местен диалект V-zàn, Въцан) е градче и община в северозападна Италия, провинция Специя, регион Лигурия. Разположено е на 271 m надморска височина. Населението на общината е 7369 души (към 2010 г.).